# Quarentinha
Quarentinha, właśc. Waldir Cardoso Lebrego (ur. 15 września 1933 w Belém – zm. 11 lutego 1996 w Rio de Janeiro) – piłkarz brazylijski, występujący na pozycji napastnika.

## Kariera klubowa
Karierę piłkarską zaczął w klubie Paysandu SC w 1950 roku. Następnym jego klubem była Vitória Salvador, w której grał w 1953 roku. Z Vitórią zdobył mistrzostwo stanu Bahia – Campeonato Baiano w 1953 roku. Z 31 bramkami Quarentinha był królem strzelców ligi stanowej. W 1954 roku przeszedł do Botafogo FR, w którym grał (z krótką przerwą na grę Bonsucesso Rio de Janeiro w 1956) do 1964 roku. Z Botafogo zdobył mistrzostwo stanu Rio de Janeiro – Campeonato Carioca w 1957, 1961, 1962 oraz wygrał Turniej Rio-São Paulo w 1962 i 1964 roku. Quarentinha trzykrotnie został królem strzelców Campeonato Carioca w 1958, 1959 oraz 1960 roku. W 1964 roku powrócił do Vitórii, z którą zdobył mistrzostwo stanu Bahia – Campeonato Baiano w 1964 i 1965 roku.
W 1965 Quarentinha wyjechał do Kolumbii do klubu Unión Magdalena, z którego przeszedł do Deportivo Cali. Ostatnimi dwoma klubami Quarentinhi były Atlético Júnior i América Cali.

## Kariera reprezentacyjna
W reprezentacji Brazylii Quarentinha zadebiutował 17 września 1959 w meczu z reprezentacją Chile o Taca Bernardo O'Higgins. Był to udany debiut, gdyż Quarentinha zdobył dwie bramki. Ostatni raz w barwach Canarinhos wystąpił 19 maja 1963 w meczu z reprezentacją Izraela. Nigdy nie zagrał w żadnym turnieju międzynarodowym. Ogółem w reprezentacji wystąpił w 13 meczach i strzelił 14 bramek.